# Hervormde kerk (Uitwijk)

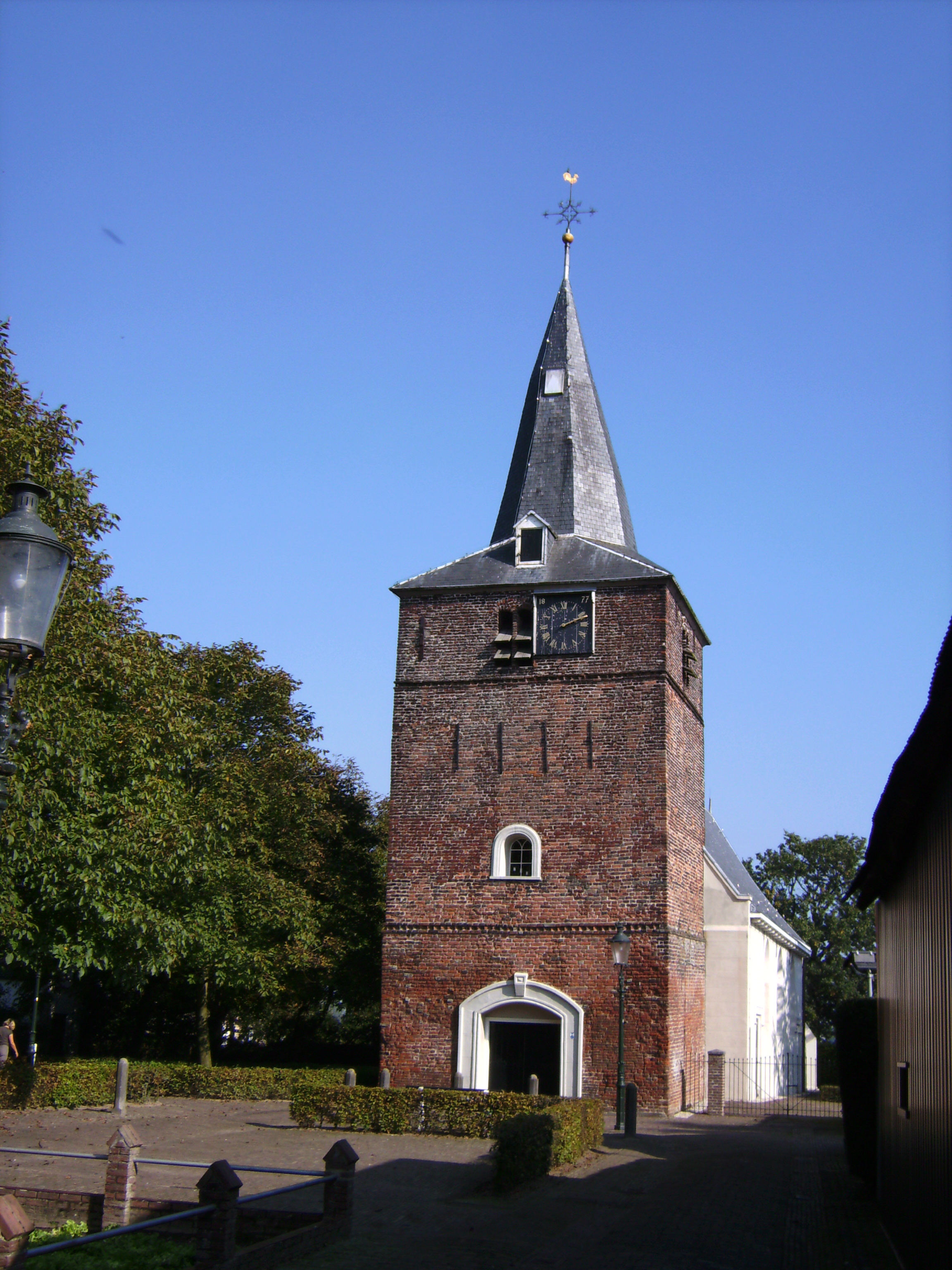
Uitwijk, Hervormde kerk

De Hervormde kerk is het historische kerkje van Uitwijk, gelegen aan Kerkplein 2.
Omstreeks 1100 begon men met de bouw van deze aan Onze-Lieve-Vrouw gewijde kerk, terwijl er mogelijk ook al een houten voorganger heeft gestaan. Deze kerk was oorspronkelijk een eenvoudig zaalkerkje. Omstreeks 1280 werd aan de oostzijde het driezijdig gesloten koor gebouwd en omstreeks 1300 kwam de zware vlakopgaande bakstenen toren gereed. Deze bestaat uit drie geledingen die gescheiden zijn door bakstenen waterlijsten welke zijn uitgevoerd met muizentanden. De bovenste geleding moet hoger zijn geweest. Naar wordt aangenomen is de toren omstreeks 1400 door de bliksem getroffen, waarna de bovenste geleding maar half is opgebouwd.
Het schip van de kerk is tegenwoordig gepleisterd. In het portaal bevindt zich een koepelgewelf.
In 1607 trad de eerste Hervormde predikant in het kerkje aan.  Dit was Cornelius Pollets. Op een fraai bord is een lijst van alle predikanten weergegeven. In de kerk bevindt zich een grafsteen uit 1639.
De orgelkast stamt uit 1842 en is vervaardigd door Carl Friedrich August Naber. Hierin is een orgel geplaatst dat vervaardigd is door Jacobus Armbrost in 1841 voor de kerk van Geesteren en in 1971 in de kerk van Uitwijk geplaatst.